# Trogulocratus
Trogulocratus is een geslacht van hooiwagens uit de familie Trogulidae (Kaphooiwagens).
De wetenschappelijke naam Trogulocratus is voor het eerst geldig gepubliceerd door Roewer in 1940. 

## Soorten
Trogulocratus omvat de volgende 3 soorten:
- Trogulocratus intermedius
- Trogulocratus rhodiensis
- Trogulocratus tunetanus